# Ilha de Rangitoto
Rangitoto é uma ilha vulcânica situada no Golfo de Hauraki, na região neo-zelandesa de Auckland. A ilha é um símbolo da cidade, sendo o cone do seu vulcão em escudo, de 259 metros de altura, visível de vários pontos desta. É o maior e mais recente vulcão dos cerca de 50 existentes no campo vulcânico de Auckland, possuindo uma área de 2311 hectares. Está separado da costa norte da região pelo Canal de Rangitoto e, desde meados do século XX, ligada à Ilha Motutapu através de uma língua de terra.
O seu nome corresponde à palavra maori para «céu ensanguentado», que por sua vez procede da frase Ngā Rangi-i-totongia-a Tama-te-kapua («Os dias do sangramento de Tama-te-kapua»). Tama-te-kapua, capitão da waka Arawa, foi gravemente ferido nesta ilha após um confronto mal-sucedido com o iwi Tanui na Baía de Islington.